# Aplindore
Aplindore (DAB-452) é um fármaco que actua como agonista parcial para o receptor D2 de dopamina. Está a ser desenvolvida pela empresa farmacêutica Neurogen como tratamento para a doença de Parkinson e para a síndrome das pernas inquietas.